# John Tyndall Award
Der John Tyndall Award ist ein Preis für Technik von Lichtwellenleitern, der von der IEEE Photonics Society und der Optical Society of America vergeben wird. Er ist nach dem britischen Physiker John Tyndall benannt.

## Preisträger
- 1987: Robert D. Maurer
- 1988: Michael K. Barnoski
- 1989: Stewart Miller
- 1990: Thomas G. Giallorenzi
- 1991: David N. Payne
- 1992: Donald B. Keck
- 1993: Yasuharu Suematsu
- 1994: Elias Snitzer
- 1995: Tingye Li
- 1996: Kenneth O. Hill
- 1997: Ivan P. Kaminow
- 1998: Kenichi Iga
- 1999: John B. MacChesney
- 2000: Stewart Personick
- 2001: Tatsuo Izawa
- 2002: Neal S. Bergano
- 2003: Andrew Chraplyvy
- 2004: Larry A. Coldren
- 2005: Roger Stolen
- 2006: Donald R. Scifres
- 2007: Emmanuel Desurvire
- 2008: Robert W. Tkach
- 2009: Joe C. Campbell
- 2010: C. Randy Giles
- 2011: David F. Welch
- 2012: John E. Bowers
- 2013: James J. Coleman
- 2014: Kazuro Kikuchi
- 2015: P. Daniel Dapkus
- 2016: Alan H. Gnauck
- 2017: Evgeny M. Dianov
- 2018: Peter J. Winzer
- 2019: Kim Roberts
- 2020: Roel Baets
- 2021: Michal Lipson
- 2022: Meint Smit
- 2023: Ming-Jun Li
- 2024: David John Richardson
- 2025: Masatoshi Suzuki